# Commonfare
Commonfare, o welfare del benessere comune (Commonwealth) è una variazione del concetto di welfare, applicabile all’attuale fase economica dei cosiddetti paesi capitalisti “occidentali” e sviluppato all’interno di una teoria generale dell'accumulazione, in grado di cogliere appieno l'evoluzione dei rapporti sociali di produzione senza limitarsi allo studio delle caratteristiche produttive e tecnologiche, ma evidenziandone anche la dimensione cognitiva. In Italia i principali rappresentanti di questo filone teorico sono Andrea Fumagalli, Antonella Corsani e Carlo Vercellone. 

## L’attuale dibattito sul welfare
Nell’attuale dibattito socio-economico vi sono due concetti di welfare che attraggono in modo particolare l’attenzione di studiosi e politici: il concetto di workfare e quello di welfare pubblico keynesiano.

### Workfare
Il workfare non è un sistema di welfare universale. Al contrario, è un sistema nel quale il welfare è garantito solo a coloro che dispongono dei mezzi finanziari per pagarlo. È un sistema di welfare auto finanziato, il cui esempio principale è il meccanismo pensionistico vigente nella maggior parte dei paesi europei, nel quale sono i lavoratori stessi a fornire il denaro per le proprie pensioni, spesso attraverso investimenti guidati da società private. Questo tipo di sistema è spesso promosso da coloro che pongono come obiettivo primario il raggiungimento di un bilancio pubblico equilibrato, ed è di conseguenza coerente con le politiche di austerity imposte dalla Trojka in questi ultimi anni. 
Il concetto di workfare si basa sul presupposto che l’aiuto economico al cittadino andrebbe utilizzato solo come ultima risorsa, laddove vi siano condizioni esistenziali che non permettano a qualcuno di lavorare e quindi di accedere ai diritti concessi attraverso il lavoro. L’idea di workfare è anche complementare alle politiche di privatizzazione di gran parte del welfare pubblico, dalla salute all’educazione e alla pianificazione della pensione. Di conseguenza, è strettamente connesso anche al principio di sussidiarietà, secondo il quale lo Stato può attivarsi se e solo se gli obiettivi pianificati (ad esempio i servizi sociali) non possono essere raggiunti attraverso iniziative private.

### Lo stato sociale: il welfare pubblico keynesiano
Il Sistema di welfare pubblico keynesiano, così chiamato dal suo ideatore John Maynard Keynes, adotta essenzialmente l’approccio opposto. In questo sistema, lo Stato offre un intervento universale garantendo alcuni servizi sociali di base (come la Sanità, l’Educazione e la sicurezza sociale) a tutti i cittadini (che non coincidono con i residenti).
Secondo la famosa definizione resa dal celebre Rapporto Beveridge del 1942, questi servizi dovrebbero essere disponibili “dalla culla alla tomba”. In un sistema Keynesiano è previsto lo spazio per un’azione privata che aumenti o rafforzi l’offerta statale, ma quest’attività non può diventare la fonte primaria del welfare.

### Altre concezioni di welfare
Queste due prospettive sul welfare sono state negli anni rielaborate in altre concettualizzazioni di natura ibrida: da una parte il modello di welfare scandinavo, che ha dato maggior risalto alle politiche di flexicurity, presentate come una sintesi del welfare universalistico keynesiano ma adattate alle necessità di flessibilità del mercato del lavoro; dall’altra parte, il welfare latino-mediterraneo basato sulla famiglia, che si costituisce come una commistione di tratti di workfare e di welfare selettivo.

## La definizione di Commonfare
Le attuali condizioni economiche occidentali, ed in particolare quelle europee, hanno spinto studiosi ed economisti a riflettere su nuovi modelli di welfare più adatti a rispondere alle sfide e ai bisogni della contemporaneità. Il modello di Commonfare è emerso dal dibattito riguardo al ruolo di due caratteristiche importanti delle società contemporanee:
- la precarietà di vita e lavoro e la condizione di debito come apparati di controllo sociale e di dominio;
- La ricchezza che scaturisce dalla cooperazione sociale, dallo scambio cognitivo e dal benessere comune (Commonwealth).

### Commonfare e precarietà
Negli ultimi anni il numero di persone che ha esperienza di precarietà lavorativa, economica e/o di indebitamento personale è cresciuto in quasi tutti i paesi. Al centro del sistema di welfare keynesiano stava infatti la figura del lavoratore industriale, con uno stipendio affidabile, dal momento che i diritti garantiti universalmente dallo Stato venivano finanziati attraverso la tassazione di questo lavoro. Se profili di questo tipo stanno emergendo in altre regioni del globo (ad esempio nei paesi in veloce espansione economica come i BRICS), essi stanno diminuendo in modo quasi irreversibile nei paesi occidentali. La figura del lavoratore dipendente viene via via sostituita da quella del lavoratore atipico, precario, parasubordinato e autonomo. 
La capacità di questi tipi di lavoratori di organizzarsi per ottenere rappresentanza e per sviluppare azione sociale è di conseguenza limitata dalla prevalenza di negoziazioni individuali. Inoltre, in tempi di crisi, la condizione di precarietà è appesantita da condizioni di debito crescente, in un circolo vizioso che spingerà il lavoratore ad adattarsi a nuove forme di lavoro precario per sostenere il proprio debito.
Allo stesso tempo, c’è stato un cambiamento nel modo in cui il valore (economico) e la ricchezza sono concepiti. La produzione di ricchezza non è più basata unicamente sui beni materiali e la manifattura. Al giorno d’oggi, le learning economies che funzionano generando nuova conoscenza ed economie di rete che permettono alla conoscenza di diffondersi attraverso i network nei quali viene generata, sono il principale responsabile del costante aumento di produttività che si osserva nelle società contemporanee. Produttività che genera dal sempre più diretto sfruttamento del Commonwealth (il benessere comune) e dalla privatizzazione dei beni pubblici.

### Commonwealth e beni comuni
Il Commowealth o benessere comune ha un’estensione diversa rispetto al concetto di beni comuni. Al giorno d’oggi il Commonwealth è la fonte della produzione di beni sia privati che pubblici, tra i quali trovano posto non solo oggetti materiali e servizi, ma anche le conoscenze, le abilità e perfino il tempo. 
Ne segue che, in questo contesto, una ridefinizione delle politiche di welfare dovrebbe essere in grado di rispondere all’instabile compromesso interno al processo di accumulazione del biocapitalismo cognitivo: la relazione negativa tra condizioni di vita precarie e cooperazione sociale. Più in particolare, il principio di Commonfare pone la necessità di remunerare la cooperazione sociale, da un lato, e di favorire nuove forme di produzione sociale, dall’altro. 

## I due pilastri del Commonfare

### Reddito di base (o reddito minimo)
Il reddito di base è concepito, all’interno di questa cornice teorica, come la remunerazione della cooperazione sociale, e implica l’introduzione di un reddito minimo incondizionato per tutti coloro che vivono sul territorio statale a prescindere dal suo stato civile e lavorativo. Il reddito minimo garantito (a cui si fa riferimento in alcuni paesi con la locuzione painiana di dividendo sociale) viene dunque concettualizzato come una forma di compensazione monetaria per la produttività sociale e per il tempo speso in questa attività, solitamente non riconosciuti né tantomeno remunerati dagli attuali contratti di lavoro.
Questa forma di reddito dovrebbe esistere al livello primario di distribuzione della ricchezza (essendo di fatto una forma di reddito basilare per il cittadino) e di conseguenza non dovrebbe essere considerata un semplice intervento di welfare, come nella logica keynesiana e in quella del workfare.
L’introduzione di un reddito minimo dovrebbe essere dunque accompagnata dalla parallela introduzione di un salario minimo, con lo scopo di evitare un effetto di sostituzione (conosciuto come dumping) nel quale le aziende possano vedere nel reddito minimo una scusa o una motivazione per ridurre la paga dei propri lavoratori. Reddito di base e salario minimo renderebbero così possibile ampliare il novero di scelte possibili nel mercato del lavoro, permettendo ad esempio il rifiuto di un lavoro poco attrattivo, o di ridefinire autonomamente le proprie condizioni lavorative.
La possibilità incondizionata di rifiutare un lavoro o particolari condizioni di lavoro, aprirebbe in questo senso opportunità di liberazione che andrebbero ben al di là delle semplice misure distributive. 

### Gestione del commonwealth e dei beni comuni
Il secondo pilastro del concetto di commonfare è riferito al modo in cui sono gestiti il benessere sociale ed i beni comuni.
L’idea di commonfare implica come prerequisito la riappropriazione sociale dei guadagni generate dallo sfruttamento del Commonwealth, che si situano alla base dell’idea di accumulazione capitalista contemporanea. In ogni caso, questa riappropriazione non deve condurre necessariamente ad una transizione dalla proprietà privata ad una proprietà pubblica.
In questo senso, è utile rifarsi alla distinzione tra Commonwealth e beni comuni sopra riportata: quando si discute di servizi di base come sanità, educazione e mobilità – servizi sempre più privatizzati – l’obiettivo è di garantire una gestione pubblica della loro fornitura come valore d’uso, contro ogni tentativo di mercificazione.
Se invece ci riferiamo al commonweath, la cornice di lavoro è differente, dal momento che il frutto della cooperazione sociale e dell’intelletto generale non sono beni né pubblici né privati. L’unico modo per gestire questo insieme complesso è attraverso l’auto organizzazione, immaginando un differente regime di valorizzazione, basato su ciò che Marazzi chiama “una produzione di esseri umani in favore di esseri umani”.

## Politiche del Commonfare
In funzione della riappropriazione dei beni comuni, l’approccio del commonfare suggerisce di sviluppare politiche capaci di:
•	Liberare le persone dalla gerarchia imposta dall’oligarchia economica delle merci e dei servizi, sottoposta ad estensiva privatizzazione nel corso degli ultimi vent’anni, conseguenza del processo di Cardiff (1996) sulla regolazione del mercato dei beni e dei servizi;
•	Fornire istituzioni a livello locale per la gestione dei beni pubblici come l’acqua, l’energia e la sostenibilità ambientale attraverso forme di municipalismo dal basso.
•	Garantire trasporti e abitazioni gratuite.
In funzione della gestione del Commonwealth, invece, l’approccio del commonfare richiede politiche capaci di: 
•	Ridurre i diritti di proprietà intellettuale e le leggi sui brevetti in favore di una maggiore libertà di circolazione della conoscenza e aumentare la capacità di acquisire infrastrutture di informazione attraverso politiche industriali appropriate e innovative. Allo stesso tempo, dovrebbe essere in grado di garantire un processo educativo auto-organizzato e gratuito (Commonwealth cognitivo);
•	Garantire tutti i mezzi necessari per costruire attività relazionali, sostegni ai bisogni, assicurazioni sanitarie, libero accesso a internet a discapito dei monopoli (Commonwealth riproduttivo).

### Tab. 1: Politiche del Commonfare
| Bisogno Sociale              | Strumenti fondamentali di politiche del Commonfare |
| ---------------------------- | --- |
| Stabilità di reddito         | Reddito minimo garantito |
| Educazione                   | Centri di educazione pubblica e auto-organizzata fino a livello universitario |
| Informazione e comunicazione | Accesso libero e universale alle informazioni e alla conoscenza, attraverso la disponibilità gratuita di infrastrutture immateriali (wi-fi, reti, open-source e così via). Rimozione dei diritti di proprietà intellettuale e delle sue regolazioni. |
| Salute                       | Completa gratuità dei servizi sanitari e assistenziali |
| Diritto alla casa            | Case garantite e opportunità per chiunque di avere uno spazio per la stabilizzazione e l’organizzazione delle proprie vite. |
| Mobilità                     | Trasporto pubblico a basso o a nessun costo, libera circolazione dei corpi nel territorio e eliminazione di ogni frontiera interna. |

## Punti critici e posizioni contrarie
L’idea di Commonfare, pur non essendo stata apertamente criticata da studiosi e economisti, apre ad alcune questioni che necessitano di maggior approfondimento.
Il primo punto problematico ha a che fare con l’offerta pubblica di alcuni servizi sociali come la salute e l’educazione. Non è chiaro, allo stato attuale della ricerca, se essi debbano rimanere di proprietà statale o essere enti auto-organizzati.
Il secondo ordine di critiche ha a che fare con la proposta di reddito minimo garantito, soprattutto se incondizionato. Queste critiche si incentrano su due aspetti: 
•	Rischio di una significativa diminuzione della motivazione dei cittadini al lavoro, con conseguenze imprevedibili sull’economia nazionale; 
•	Necessità di una completa ristrutturazione del sistema di tassazione, di assicurazione e di previdenza sociale, che comporterebbe una notevole spesa da parte dello Stato. 
Da un punto di vista marxista ortodosso, alcuni studiosi temono che la teoria del Commonfare possa favorire la liberalizzazione dei servizi sociali, mentre da una prospettiva liberista, il Commonfare avrebbe un impatto negativo sull’efficienza del mercato libero. 